# Благоварский район
Благова́рский райо́н (баш. Благовар районы) — административно-территориальная единица (район) и муниципальное образование (муниципальный район) в её границах под наименованием муниципальный район Благоварский район (баш. Благовар районы муниципаль районы) в составе Республики Башкортостан Российской Федерации.
Административный центр — село Языково.

## География
Площадь района составляет 1688 км². Находится на северо-восточной окраине Бугульминско-Белебеевской возвышенности.
Территория леса (преобладают берёза, дуб, липа и осина) в районе занимает всего 7 % территории района.
Климат в районе умеренно континентальный с недостаточным увлажнением. Протекающие реки Кармасан и Чермасан маловодны.
Наиболее распространены типичные и выщелоченные чернозёмы. В районе добывают нефть (Кармасанское), глину (Мирное), строительный песок (Тюркеевское), песчано-гравийные смеси (Ново-Сынташское), известняк (Старосаннинское).

## История
Благоварский район образован в 1935 году на основании постановления Президиума Всероссийского ЦИК от 31 января 1935 года и ЦИК БАССР от 3 февраля 1935 года в числе 14 новых районов.
1 февраля 1963 года район был упразднён, 30 декабря 1966 года восстановлен.

## Население
| 1989    | 2002    | 2008    | 2009    | 2010    | 2012    | 2013    | 2014    | 2015    |
| ------- | ------- | ------- | ------- | ------- | ------- | ------- | ------- | ------- |
| 24 341  | ↗25 770 | ↗25 882 | ↗25 957 | ↗26 004 | ↘25 805 | ↘25 621 | ↗25 683 | ↘25 629 |
| 2016    | 2017    | 2021    |         |         |         |         |         |         |
| ↘25 556 | ↘25 423 | ↘24 699 |         |         |         |         |         |         |

Согласно прогнозу Минэкономразвития России, численность населения будет составлять:
- 2024 — 25,04 тыс. чел.
- 2035 — 23,8 тыс. чел.

### Национальный состав
Согласно Всероссийской переписи населения 2010 года: башкиры — 42,8 %, татары — 28,3 %, русские — 21,8 %, украинцы — 2,8 %, лица других национальностей — 4,3 %.
Национальный состав по переписям:
| Год  | башкиры | татары | русские | немцы |
| ---- | ------- | ------ | ------- | ----- |
| 1970 | 46,3 %  | 20,6 % |         |       |
| 1989 | 7,8 %   | 59,8 % | 17,6 %  | 7,9 % |
| 2002 | 48,4 %  | 23,1 % | 19,8 %  |       |
| 2010 | 42,8 %  | 28,3 % | 21,8 %  |       |

По итогам переписи населения 2020 года проживали следующие национальности (национальности менее 0,1 % и другое см. в сноске к строке «Другие»):
| Национальность | Численность, чел. | Доля     |
| -------------- | ----------------- | -------- |
| Башкиры        | 12 414            | 50,26 %  |
| Татары         | 6200              | 25,10 %  |
| Русские        | 5178              | 20,96 %  |
| Немцы          | 162               | 0,66 %   |
| Украинцы       | 153               | 0,62 %   |
| Таджики        | 106               | 0,43 %   |
| Армяне         | 102               | 0,41 %   |
| Узбеки         | 80                | 0,32 %   |
| Марийцы        | 45                | 0,18 %   |
| Чуваши         | 34                | 0,14 %   |
| Другие         | 225               | 0,92 %   |
| Итого          | 24 699            | 100,00 % |

### Языковой состав
Согласно Всероссийской переписи населения 2010 года родными языками населения являлись: татарский — 49,7 %, русский — 29 %, башкирский — 18,1 %.
Согласно Всероссийской переписи населения 2020 года родными языками населения являлись: башкирский — 42 %, татарский — 31,5 %, русский — 23,9 %.

## Административное деление
В Благоварский район как административно-территориальную единицу республики входит 15 сельсоветов.
В одноимённый муниципальный район в рамках местного самоуправления входит 15 муниципальных образований со статусом сельского поселения:
| №     | Муниципальное образование | Административный центр | Количество населённых пунктов | Население (чел.) | Площадь (км²) |
| ----- | ------------------------- | ---------------------- | ----------------------------- | ---------------- | ------------- |
| 1e-06 | Сельское поселение        |                        |                               |                  |               |
| 1     | Алексеевский сельсовет    | село Пришиб            | 5                             | ↗1795            | 119,26        |
| 2     | Балышлинский сельсовет    | село Балышлы           | 7                             | ↗1039            | 81,81         |
| 3     | Благоварский сельсовет    | село Благовар          | 6                             | ↘2467            | 104,95        |
| 4     | Дмитриевский сельсовет    | деревня Дмитриевка     | 4                             | ↘468             | 74,26         |
| 5     | Каргалинский сельсовет    | село Верхние Каргалы   | 4                             | ↘710             | 110,02        |
| 6     | Кашкалашинский сельсовет  | село Кашкалаши         | 4                             | ↘1101            | 103,18        |
| 7     | Кучербаевский сельсовет   | село Старокучербаево   | 14                            | ↘2508            | 212,95        |
| 8     | Мирновский сельсовет      | село Мирный            | 2                             | ↘1263            | 160,31        |
| 9     | Первомайский сельсовет    | село Первомайский      | 4                             | ↘1286            | 17,54         |
| 10    | Тановский сельсовет       | село Тан               | 8                             | ↘1326            | 108,72        |
| 11    | Троицкий сельсовет        | село Троицкий          | 2                             | ↘553             | 75,42         |
| 12    | Удрякбашевский сельсовет  | село Удрякбаш          | 9                             | ↘887             | 104,27        |
| 13    | Языковский сельсовет      | село Языково           | 8                             | ↗8546            | 298,87        |
| 14    | Ямакаевский сельсовет     | село Ямакай            | 6                             | ↘560             | 51,83         |
| 15    | Янышевский сельсовет      | деревня Шарлык         | 4                             | ↘914             | 64,76         |

### Населённые пункты
| №  | Населённый пункт   | Тип     | Население | Муниципальное образование |
| -- | ------------------ | ------- | --------- | ------------------------- |
| 1  | 1-е Алкино         | деревня | →2        | Дмитриевский сельсовет    |
| 2  | 6-е Алкино         | деревня | ↘148      | Дмитриевский сельсовет    |
| 3  | Агарды             | село    | ↘221      | Тановский сельсовет       |
| 4  | Алексеевка         | деревня | ↘367      | Алексеевский сельсовет    |
| 5  | Ахметово           | деревня | ↗139      | Кучербаевский сельсовет   |
| 6  | Ахуново            | деревня | ↘214      | Троицкий сельсовет        |
| 7  | Балышлы            | село    | ↘542      | Балышлинский сельсовет    |
| 8  | Барсуан            | деревня | ↘146      | Ямакаевский сельсовет     |
| 9  | Башбуляк           | деревня | ↘10       | Балышлинский сельсовет    |
| 10 | Баштерма           | деревня | ↘17       | Ямакаевский сельсовет     |
| 11 | Бик-Усак           | деревня | ↘34       | Ямакаевский сельсовет     |
| 12 | Благовар           | село    | ↘2061     | Благоварский сельсовет    |
| 13 | Бузоулык           | деревня | ↗84       | Удрякбашевский сельсовет  |
| 14 | Верхние Каргалы    | село    | ↗259      | Каргалинский сельсовет    |
| 15 | Викторовка         | деревня | ↘190      | Алексеевский сельсовет    |
| 16 | Восточный          | деревня | ↘297      | Кашкалашинский сельсовет  |
| 17 | Голышево           | село    | →0        | Благоварский сельсовет    |
| 18 | Дмитриевка         | деревня | ↘362      | Дмитриевский сельсовет    |
| 19 | Домбровка          | деревня | ↘388      | Языковский сельсовет      |
| 20 | Дусметово          | деревня | ↘33       | Кучербаевский сельсовет   |
| 21 | Западный           | деревня | ↗256      | Кашкалашинский сельсовет  |
| 22 | Заречный           | деревня | ↗106      | Языковский сельсовет      |
| 23 | Зур-Буляк          | деревня | ↘82       | Тановский сельсовет       |
| 24 | Ильинка            | деревня | →0        | Благоварский сельсовет    |
| 25 | Камышлы            | деревня | ↘3        | Удрякбашевский сельсовет  |
| 26 | Каргалыбаш         | деревня | ↘199      | Каргалинский сельсовет    |
| 27 | Каргалытамак       | деревня | ↘80       | Каргалинский сельсовет    |
| 28 | Кашкалаши          | село    | ↗611      | Кашкалашинский сельсовет  |
| 29 | Кирилло-Кармасан   | деревня | ↘2        | Благоварский сельсовет    |
| 30 | Климентовка        | деревня | ↘12       | Кучербаевский сельсовет   |
| 31 | Коб-Покровка       | село    | ↗557      | Языковский сельсовет      |
| 32 | Кугуль             | деревня | ↘71       | Тановский сельсовет       |
| 33 | Куллекул           | деревня | ↘153      | Удрякбашевский сельсовет  |
| 34 | Кызыл-Чишма        | деревня | ↘47       | Тановский сельсовет       |
| 35 | Кызыл-Юлдуз        | деревня | ↘51       | Янышевский сельсовет      |
| 36 | Ломово             | деревня | ↗107      | Кучербаевский сельсовет   |
| 37 | Мирный             | село    | ↘1067     | Мирновский сельсовет      |
| 38 | Моисеево           | село    | ↘7        | Алексеевский сельсовет    |
| 39 | Нейфельд           | деревня | ↘33       | Янышевский сельсовет      |
| 40 | Нижние Каргалы     | деревня | ↘179      | Каргалинский сельсовет    |
| 41 | Новоабзаново       | деревня | ↗132      | Кучербаевский сельсовет   |
| 42 | Новоалександровка  | село    | ↗217      | Благоварский сельсовет    |
| 43 | Новоконстантиновка | село    | ↘176      | Мирновский сельсовет      |
| 44 | Новоникольское     | село    | ↘282      | Алексеевский сельсовет    |
| 45 | Новый Буляк        | деревня | ↘100      | Балышлинский сельсовет    |
| 46 | Новый Сынташ       | деревня | ↗43       | Кучербаевский сельсовет   |
| 47 | Новый Троицкий     | деревня | ↘37       | Балышлинский сельсовет    |
| 48 | Община             | деревня | ↗69       | Дмитриевский сельсовет    |
| 49 | Первомайский       | село    | ↘970      | Первомайский сельсовет    |
| 50 | Покровка 2-я       | деревня | ↘6        | Первомайский сельсовет    |
| 51 | Пришиб             | село    | ↘907      | Алексеевский сельсовет    |
| 52 | Самарино           | село    | →285      | Благоварский сельсовет    |
| 53 | Сарайлы            | деревня | ↗264      | Балышлинский сельсовет    |
| 54 | Слакбаш            | деревня | ↗42       | Ямакаевский сельсовет     |
| 55 | Староабзаново      | село    | ↘319      | Кучербаевский сельсовет   |
| 56 | Староамирово       | деревня | ↘17       | Первомайский сельсовет    |
| 57 | Старогорново       | деревня | ↗10       | Языковский сельсовет      |
| 58 | Старокучербаево    | село    | ↘1309     | Кучербаевский сельсовет   |
| 59 | Староусманово      | деревня | ↗72       | Балышлинский сельсовет    |
| 60 | Старые Санны       | село    | ↘417      | Первомайский сельсовет    |
| 61 | Старый Сынташ      | деревня | ↘37       | Кучербаевский сельсовет   |
| 62 | Сынташтамак        | село    | ↗208      | Кучербаевский сельсовет   |
| 63 | Табулдак           | деревня | ↗12       | Кашкалашинский сельсовет  |
| 64 | Такчура            | село    | ↘173      | Тановский сельсовет       |
| 65 | Таллыкуль          | деревня | ↘88       | Удрякбашевский сельсовет  |
| 66 | Тан                | село    | ↘648      | Тановский сельсовет       |
| 67 | Топоринка          | деревня | ↘322      | Языковский сельсовет      |
| 68 | Троицк             | деревня | ↗161      | Ямакаевский сельсовет     |
| 69 | Троицкий           | село    | ↘408      | Троицкий сельсовет        |
| 70 | Тюркеево           | деревня | ↗118      | Кучербаевский сельсовет   |
| 71 | Тюрюштамак         | деревня | ↘93       | Кучербаевский сельсовет   |
| 72 | Удрякбаш           | село    | ↘540      | Удрякбашевский сельсовет  |
| 73 | Узыбаш             | деревня | ↗238      | Языковский сельсовет      |
| 74 | Улы-Аряма          | деревня | ↘117      | Кучербаевский сельсовет   |
| 75 | Усманово           | деревня | ↘54       | Тановский сельсовет       |
| 76 | Хайдарово          | деревня | ↘0        | Удрякбашевский сельсовет  |
| 77 | Хлебодаровка       | деревня | ↗51       | Языковский сельсовет      |
| 78 | Чатра              | деревня | ↘93       | Тановский сельсовет       |
| 79 | Чулпан 2-й         | деревня | ↘134      | Кучербаевский сельсовет   |
| 80 | Шамеево            | деревня | ↗87       | Удрякбашевский сельсовет  |
| 81 | Шарлык             | деревня | ↗506      | Янышевский сельсовет      |
| 82 | Языково            | село    | ↗7004     | Языковский сельсовет      |
| 83 | Яланкуль           | деревня | ↘43       | Удрякбашевский сельсовет  |
| 84 | Ямакай             | село    | ↘232      | Ямакаевский сельсовет     |
| 85 | Янбакты            | деревня | ↗59       | Балышлинский сельсовет    |
| 86 | Янышево            | село    | ↘403      | Янышевский сельсовет      |
| 87 | Япаркуль           | деревня | →0        | Удрякбашевский сельсовет  |

Упразднённые населённые пункты:
- 1993 год — деревни Базилевка и Кызыл-Шарово, железнодорожная казарма 1444 км[31]

## Экономика
В районе высокий уровень сельскохозяйственной освоенности территории (85,5 %). Возделывают такие культуры, как яровая пшеница, озимая рожь, гречиха, просо, сахарная свёкла, подсолнечник. Хорошо развиты свиноводческое животноводство и птицеводство.
В Языково есть государственный племенной птицеводческий завод «Благоварский».

## Транспорт
На территории района проходят железная дорога Чишмы — Ульяновск — Инза и автомагистраль М-5 «Урал». От Языково идут региональные автодороги в Чекмагуш и Чишмы.

## Социальная сфера
В районе действуют 51 общеобразовательная школа, в том числе 16 средних, профессиональное училище, 23 массовых библиотеки, 38 клубных учреждений, 5 больниц. Издаётся районная газета «Благоварские вести» — «Хезмәт байрагы» на русском и татарском языках.